# Coenocyathus bowersi
Coenocyathus bowersi is een rifkoralensoort uit de familie van de Caryophylliidae. De wetenschappelijke naam van de soort is voor het eerst geldig gepubliceerd in 1906 door Vaughan.